# UEFA Champions League 2020-2021 (spareggi)
Gli spareggi della UEFA Champions League 2020-2021 si sono disputati tra il 22 e il 30 settembre 2020. Hanno partecipato a questa fase della competizione 12 club: 6 di essi si sono qualificati alla successiva fase a gironi, composta da 32 squadre. A causa della pandemia di COVID-19 tutti gli incontri si sono disputati a porte chiuse.

## Date
| Fase     | Sorteggio                                | Andata               | Ritorno              |
| -------- | ---------------------------------------- | -------------------- | -------------------- |
| Spareggi | 1º settembre 2020, ore 12:00 CEST (Nyon) | 22-23 settembre 2020 | 29-30 settembre 2020 |

## Partecipanti
| Legenda                                                                  |
| ------------------------------------------------------------------------ |
| I club vincitori avanzano alla fase a gironi                             |
| I club eliminati partecipano alla fase a gironi della UEFA Europa League |

| Squadre          | Coeff    |
| Campioni         | Campioni |
| ---------------- | -------- |
| Salisburgo       | 53.500   |
| Olympiacos       | 43.000   |
| Slavia Praga     | 27.500   |
| Maccabi Tel Aviv | 16.500   |
| Molde            | 15.000   |
| Midtjylland      | 14.500   |
| Ferencváros      | 9.000    |
| Omonia           | 5.350    |

| Squadre     | Coeff    |
| Piazzate    | Piazzate |
| ----------- | -------- |
| Dinamo Kiev | 55.000   |
| Gent        | 39.500   |
| Krasnodar   | 35.500   |
| PAOK        | 21.000   |

## Sorteggio
Il sorteggio è stato effettuato il 1º settembre 2020. Le squadre sono state suddivise in due urne ("teste di serie" e "non teste di serie") in base al loro coefficiente UEFA; la squadra sorteggiata per prima gioca l'andata in casa. Le squadre provenienti da Ucraina e Russia non potevano essere sorteggiate insieme e, per evitare una situazione simile, le quattro squadre sono state divise in due accoppiamenti prima del sorteggio.
| Teste di serie | Coeff    | Non teste di serie | Coeff    |
| Campioni       | Campioni | Campioni           | Campioni |
| -------------- | -------- | ------------------ | -------- |
| Salisburgo     | 53.000   | Maccabi Tel Aviv   | 16.500   |
| Olympiacos     | 43.000   | Molde              | 15.000   |
| Slavia Praga   | 27.500   | Midtjylland        | 14.500   |
| Ferencváros    | 9.000    | Omonia             | 5.350    |
| Piazzate       |          |                    |          |
| Dinamo Kiev    | 55.000   | Krasnodar          | 35.000   |
| Gent           | 39.500   | PAOK               | 21.000   |

## Risultati
| Squadra 1        | Totale      | Squadra 2   | Andata   | Ritorno  |
| Campioni         | Campioni    | Campioni    | Campioni | Campioni |
| ---------------- | ----------- | ----------- | -------- | -------- |
| Slavia Praga     | 1 - 4       | Midtjylland | 0 - 0    | 1 - 4    |
| Maccabi Tel Aviv | 2 - 5       | Salisburgo  | 1 - 2    | 1 - 3    |
| Olympiacos       | 2 - 0       | Omonia      | 2 - 0    | 0 - 0    |
| Molde            | 3 - 3 (gfc) | Ferencváros | 3 - 3    | 0 - 0    |
| Piazzate         |             |             |          |          |
| Krasnodar        | 4 - 2       | PAOK        | 2 - 1    | 2 - 1    |
| Gent             | 1 - 5       | Dinamo Kiev | 1 - 2    | 0 - 3    |

### Andata

#### Campioni
| Arbitro: | Michael Oliver |

|          |           |                                   |
| Biton 9’ | Marcatori | 49’ (rig.) Szoboszlai 57’ Okugawa |

| Praga 22 settembre 2020, ore 21:00 CEST | Slavia Praga | 0 – 0 referto | Midtjylland | Eden Aréna (0 spett.)\| Arbitro: \| Cüneyt Çakır \| |
| Arbitro:                                | Cüneyt Çakır |               |             |                                                     |

| Arbitro: | Danny Makkelie |

|                                    |           |  |
| Valbuena 69’ (rig.) El-Arabi 90+2’ | Marcatori |  |

| Arbitro: | Carlos del Cerro Grande |

|                                    |           |                                       |
| James 55’ Eikrem 65’ Ellingsen 83’ | Marcatori | 7’ Boli 52’ Uzuni 87’ (rig.) Kharatin |

#### Piazzate
| Arbitro: | Clément Turpin |

|                                 |           |            |
| Claesson 39’ (rig.) Cabella 70’ | Marcatori | 32’ Pelkas |

| Arbitro: | Ovidiu Hațegan |

|                 |           |                         |
| Kleindienst 41’ | Marcatori | 9’ Supriaha 79’ de Pena |

### Ritorno

#### Campioni
| Nicosia 29 settembre 2020, ore 21:00 CEST | Omonia              | 0 – 0 (tot.: 0-2) referto | Olympiacos | Stadio Neo GSP (0 spett.)\| Arbitro: \| Antonio Mateu Lahoz \| |
| Arbitro:                                  | Antonio Mateu Lahoz |                           |            |                                                                |

| Budapest 29 settembre 2020, ore 21:00 CEST | Ferencváros   | 0 – 0 (tot.: 3-3 (gfc) referto | Molde | Groupama Arena (0 spett.)\| Arbitro: \| Björn Kuipers \| |
| Arbitro:                                   | Björn Kuipers |                                |       |                                                          |

| Arbitro: | Felix Brych |

|                                       |           |            |
| Daka 16’, 68’ Szoboszlai 45+4’ (rig.) | Marcatori | 30’ Karzev |

| Arbitro: | Damir Skomina |

|                                                    |           |             |
| Kaba 65’ Scholz 84’ (rig.) Onyeka 88’ Dreyer 90+1’ | Marcatori | 3’ Olayinka |

#### Piazzate
| Arbitro: | Szymon Marciniak |

|                                                        |           |  |
| Bujal's'kij 9’ de Pena 36’ (rig.) Rodrigues 49’ (rig.) | Marcatori |  |

| Arbitro: | Daniele Orsato |

|                 |           |                                    |
| El Kaddouri 77’ | Marcatori | 73’ (aut.) Michailidis 78’ Cabella |